# TV Puls
TV Puls è un canale televisivo commerciale polacco basato su Telewizja Niepokalanów con il supporto di aziende come PKN Orlen, KGHM Polska Miedź, PZU Życie, Prokom e che ha iniziato la trasmissione nel marzo 2001. A causa di problemi finanziari, ha concluso le trasmissioni il 1º aprile 2003. Con l'aiuto della società privata Antena 1 e del proprietario di Polsat, Zygmunt Solorz-Żak, TV Puls riprese la trasmissione nel giugno 2003. Fino a poco tempo fa, la programmazione della stazione era in gran parte dedicata a questioni cattoliche, poiché la maggioranza delle azioni della società era di proprietà dell'Ordine Francescano.
Nel 2006 News Corporation ha acquisito il 35% del titolo e ha iniziato una grande revisione della programmazione. Il canale rivisto, con un nuovo logo e un gruppo di riferimento più mainstream, è stato lanciato il 28 ottobre 2007. Il 3 novembre 2008 è stato annunciato che News Corporation ha venduto la sua quota del 35% agli altri azionisti.
Il canale trasmette molti programmi di intrattenimento, serie televisive e documentari. TV Puls nel giugno 2010 ha ricevuto una licenza per la trasmissione di canali per bambini e giovani Puls 2 (lanciato il 19 luglio 2012).